# Мамедов, Гариб Шамиль оглы
Гариб Шамиль оглы Мамедов (азерб. Qərib Şamil oğlu Məmmədov; род. 1947) — азербайджанский ученый, доктор биологических наук (1991), действительный член НАНА (2001), действительный член Российской академии природоведения, академик Международной академии наук (2002).

## Биография
Гариб Мамедов родился 6 января 1947 года в селе Енийол Амасийского района Армянской ССР.
Отец — Шамиль Мамой оглы Мамедов, работал главным бухгалтером колхоза в селе Ениел.
Мать — Месма Раджаб кызы Мамедова, домохозяйка, была награждена орденом «Мать-героиня».
В 1965 году успешно окончив среднюю школу. В 1966 году поступает на факультет «География-биология» Азербайджанского Государственного Педагогического Института им. В. И. Ленина. Во время учебы в Институте активно занимается общественной деятельностью, в лице Секретаря Комсомольской Организации и Члена Научного Студенческого Общества Факультета. В 1970 году окончив с отличием Институт направляется в Научно-Исследовательский Сектор Эрозии на должность лаборанта.
. В 1970 году окончил факультет географии и биологии Азербайджанского государственного педагогического университета. В 1972 году призывается на действительную военную службу в г. Ленинакан. В 1973 году поступает на очное отделение аспирантуры в Институте Почвоведения и Агрохимии АН Азербайджанской ССР. В 1971—1972 годах служил в рядах советской армии. С 1972 года работал в институте почвоведения и агрохимии Академии Наук Азербайджана, а в 1973 году поступил в аспирантуру этого института. В 1978 году, защитив кандидатскую диссертацию, получил ученую степень кандидата сельскохозяйственных наук по специальности «Почвоведение». Работал младшим, старшим научным сотрудником, а с 1984 года руководителем лаборатории института почвоведения и агрохимии Академии Наук Азербайджана.
В 1991 году защитил в Днепропетровском государственном университете докторскую диссертацию и получил ученую степень доктора биологических наук по специальности «Экология». Гариб Мамедов — единственный в Азербайджане профессор по этой специальности.
В 1994 году был назначен директором института почвоведения и агрохимии АН Азербайджана. В 1994—1996 годах был членом экспертной комиссии по сельскому хозяйству при Высшей аттестационной комиссии при Президенте Азербайджанской Республики.
В 1995—2000 годах был депутатом Милли меджлиса.
Гариб Мамедов — академик Международной академии экологии и энергетики, член Российской экологической академии, действительный член Международной академии «Noosfer», действительный член Российской академии природоведения, а с 10 мая 2002 года — академик Международной академии наук.

## Научная деятельность
- В 1976 году завершив учебу в аспирантуре, работает младшим научным сотрудником в лаборатории «Агроэкологии в бонитировки почв» этого же Института.
- В 1976-1994 гг. представляя Республику выступает с научными докладами на международных симпозиумах, конгрессах и конференциях как в Азербайджане, так и далеко за его пределами: Тбилиси, Москва, Ашхабад, Ташкент, Ереван, Барнаул, Пущино, Уфа, Новосибирск и тд.
- В 1978 году защищает кандитатскую диссертацию на тему: «Агроэкологическая характеристика и бонитировка пастбищных почв западной части  Мильской степи».
- В 1979-2012 гг.  - оппонировал диссертации диссертантов из Молдовы, Башкирии, Дагестана и Азербайджана по  специальностям почвоведение, экология, биология, мелиорация и географии на Совете по защите докторских диссертаций Института Почвоведения и Агрохимии НАН Азербайджана.
- В 1979 году Высшая Аттестационная Комиссия СССР присуждает Мамедову Гарибу Шамиль оглы ученую степень кандидата сельскохозяйственных наук по специальности «Почвоведение».
- В 1980-х годах читает лекции на Географическом Факультете Азербайджанского Педагогического Института им. В.И.Ленина.
- В 1980-1984 годах работает старшим научным сотрудником Института Почвоведения и Агрохимии АН Азербайджана.
- В 1984-1994 годах работает руководителем лаборатории в Институте Почвоведения и Агрохимии АН Азербайджана.
- В 1987 году награждается бронзовой медалью  Выставки Достижений Народного Хозяйства (ВДНХ) СССР за достижения в области агроэкологии, бонитировки и картографии.
- В 1991 году защищает докторскую диссертацию на тему: «Экологическая оценка сельскохозяйственных и послелесных почв Азербайджана». Основы докторской диссертации составляют вопросы экологии сельскохозяйственных и послелесных почв. Здесь проведен глубокий анализ проблем, связанных с экологией почв и  определены пути их разрешения.
- В 1992 году ВАК СССР присуждает Г.Ш.Мамедову ученую степень доктора биологических наук по специальности «Экология». В том же году Высшая Аттестационная Комиссия при Президенте Азербайджанской Республики присуждает ему ученое звание профессора по специальности «Экология».
- В период с 1992 по 2002 годы читает лекции на тему: «Экология и земельные реформы» в Академии Государственного Управления при Президенте Азербайджанской Республики.
- С 1993 года  избирается членом Международной Экоэнергетической Академии.
- С 1993 года и по настоящее время выступает с научными докладами на Международных Конгрессах «Энергия, Экология, Экономика».
- В 1993 году Президиум АН Азербайджанской ССР назначает его директором Института Почвоведения и Агрохимии АН Азербайджанской ССР.  Будучи директором, он одновременно является председателем Ученого Совета и  Специализированного Совета по защите докторских диссертаций.
- В 1996 году избирается депутатом Милли Меджлиса I  Созыва Азербайджана. Будучи депутатом, является членом постоянной Комиссии Мили Меджлиса по вопросом экологии, а также членом Межпарламентской Группы Азербайджан-Китай.
- В 1996 году выступает с докладом: «Агроэкологические основы воспроизводства деградированных земель и экологическая модель плодородия почв Азербайджана» , г. Адана, Турция.
- В 1997 году находится в деловой поездке в Китайской Народной Республике в составе группы членов Азербайджанского Парламента.
- В 1997 год, 25 июня  по распоряжению Президента Азербайджанской Республики Гейдара Алиева был назначен председателем Государственного комитета по земле, а  в 2001 год, 18 апреля председателем Государственного комитета по земле и картографии.
- В 1998 году принимает участие в работе XVI-го Международного Конгресса Общества Почвоведов, проходящего во Французском городе Монтпеллер, где выступил с докладами: «Влияние антропогенных факторов на почвы под сельскохозяйственными и другими растениями» и «Карты экологической оценки и их практическое значение».
- В 1998 году на XVI Международном Конгрессе Общества Почвоведов избирается пожизненным членом Международного Общества Почоведов.
- В 1999 году в городе Душанбе (Узбекистан) выступает на Международной Конференции по «Проблемам диагностики питания с/х растений»  на тему: «Влияние экологических факторов на накопление элементов питания в люцерне в условиях Азербайджана».
- В 2000 году в городе Суздале (Россия) выступает с докладом на III Съезде Общества Почвоведов им. В.Докучаева на тему: «Экологическое состояние горно-промышленных районов и перспективы их улучшения».
- С 1998 года является членом Государственной Комиссии по вопросам государственных границ.
- С 2000-го года является действительным членом Международной Академии  «Ноосфера» (Москва), действительным членом Российской Академии Экологии.
- С 2001 года является членом Экспертного Совета ВАК при Президенте Азербайджанской Республики. В этом же году избирается Президентом Общества Почвоведов Азербайджана.
- В 2001 году избирается членом-корреспондентом Национальной Академии Наук Азербайджана, иностранным членом Российской Академии Естественных Наук.
- С апреля 2001-го года  по сегодняшний день является Председателем Государственного Комитета по Земле и Картографии Азербайджанской Республики.
- В 2002-2005 года-Председатель Государственной Экзаменационной Комиссии на факультетах Географии и Биологии Бакинского Государственного Университета.
- С 2003 года –член редакционной коллегии Журнала «Елм ве хейат» («Наука и жизнь»).
- С 2004 избран Президентом Азербайджанской Республики, г-ном И.Алиевым членом Совета Национальной Энциклопедии.
- С 2004 года-Заведующей кафедрой «Почвоведение» Биологического Факультета (С 2010 года Кафедра переведена на новый, открытый по инициативе академика Г.Ш.Мамедова Факультет Экологии и Почвоведения) БГУ.
- С 2007 года-Действительный член НАН Азербайджана.
- С 2010 года - назначен Членом Республиканского Совета по Организации и Координации Научных Исследований (РСОКНИ),  а также  Председателем Проблемного Совета по  Экологическим Наукам при РСОКНИ.
- С 2011 года - Указом Президента Азербайджанской Республики, господина Ильхама Алиева назначен ответственным секретарем Государственной Комиссии по подготовке «Национального Атласа Азербайджана»
- С 2011 года - назначен сопредседателем Федерации Евразийских Обществ Почвоведения.
- В 2011 году- назначен академик-секретарем Отделения Аграрных Наук НАН Азербайджана.
- В 2012 году- избран почетным членом Общества Почвоведов Молдовы.
- В 2012 году-  на основании результатов опроса, проведенного среди респондентов, организованного Евразийским Центром по Исследованию Общественного мнения был удостоен Национальной премии «Гызыл Куре» ("Золотой шар") в области проведения земельной реформы и рациональному использованию земельных ресурсов в Республике.
- В 2012 году - участвовал на Международной картографической конференции организованной ООН по Азии и Тихому океану и избран одним из 11 членов Регионального Комитета Исполнительного совета Организации Объединенных Наций по управлению Геопространственной Информацией для Азии и Тихого океана.
- В 2012 году - участвовал на  III Международной экологической  выставке "Каспий: Технологии для окружающей среды».
- В 2012 году - участвовал в организации XXXIV сессии Межгосударственного совета СНГ по вопросам координации, геодезии, картографии, кадастра и исследованию земли зондированием проведенном в Баку, Азербайджан.
- В 2013 году - участвовал на втором Форуме высокого уровня по вопросам управления геопространственной информации ООН.
- В 2013 году принял участие во внеочередной Генеральной Ассамблеи "Еврогеографии" в Королевстве Бельгия.
- В 2013 году принял участие  на мероприятиях в рамках проекта Twinning в городах Стокгольм и Йевле, Швеция.
- В 2013 году принял участие на 20-м заседании Международного руководящего комитета по глобальному картографированию, Кембридж, Англия.
- В 2004 год, 23 октября по распоряжению Президента Азербайджанской Республики Ильхама Алиева вновь был назначен председателем Государственного комитета по земле и картографии.

Г. Мамедов — автор более 400 научных работ, среди которых 21 монографий и книг, 20 методических рекомендаций и брошюр, почвенная карта и карта экологической оценки почвы Азербайджана.
Научные исследования ученого связаны с кадастром земли, моделью экологического плодородия почв, экологической оценкой почв, бонитировкой почв, мониторингом экологического качества почв.
Г. Мамедову принадлежит научное разрешение вопросов экономической (денежной) оценки почв, имеющих существенное значение в осуществлении земельных реформ.
Под руководством Гариба Мамедова более 35 человек получили ученую степень кандидата и доктора наук.
Гариб Мамедов выступал с докладами на международных симпозиумах и конференциях, проходящих в США, Франции, Турции, Швейцарии, Исламской Республике Иран, России, Украине, Узбекистане, Казахстане, Кыргызстане, Белоруссии, Молдове, Туркменистане, Грузии, в странах Балтики и других странах.

## Награды
- 1987 год- Награждён бронзовой медалью ВДНХ СССР за успехи в области агроэкологии, бонитировки и картографии.
- 1997 год- Награждён медалью, почетным дипломом и премией им. академика Гасана Алиева.
- 2006 год- Получение сертификата, подтверждающего непосильный вклад в организацию I Азербайджанского конкурса по биоразнообразию, организованного BP и членство в Научно-консультационном Совете.
- 2012 год- На основании результатов опроса, проведенного среди респондентов, организованного Евразийским Центром по исследованию общественного мнения был удостоен Национальной премии "Гызыл Куре" ("Золотой шар") в области проведения земельной реформы и рационального использования земельных ресурсов в Республике.
- 2012 год- Диплом Азербайджанской инженерной академии (Азербайджанская инженерная академия)[2].
- 2017 год- Орден «Слава»

### Некоторые научные работы
- Земельная реформа в Азербайджане и правовые и научно-экологические вопросы. Баку, «Элм», 2000, с. 371.
- Экологическая оценка почв Азербайджана. Баку, «Элм», 1998, с. 182.
- Государственный земельный кадастр Азербайджанской Республики: правовые, научные и практические проблемы. Баку, «Элм», 2003, 371 с.
- Экоэтические проблемы Азербайджана: научные, правовые, нравственные аспекты. Баку, «Элм», 2004, 380 с.
- Экология, окружающая среда и человек (учебник для вузов). Баку, «Элм», 2006, 608 с.